# لوریک میناسیان
لوریک میناسیان (ارمنی: Լորիկ Մինասեան؛ زاده ۱۸ ژانویهٔ ۱۹۴۴ – درگذشته ۱۰ ژوئن ۲۰۰۴) بازیگر تئاتر، سینما و تلویزیون ارمنی‌تبار اهل ایران بود.
وی فرزند آرمان بازیگر نامدار سینمای ایران بود که با ایفای نقشی کوتاه در پرده آخر، در فیلم‌های دو نفر و نصفی، خانه خلوت، مجسمه، شوخی، و بوی پیراهن یوسف ظاهر شد. وی همزمان آموزش تئاتر به کودکان، بازیگری در تلویزیون و تئاتر را نیز ادامه داد.

## آغاز زندگی

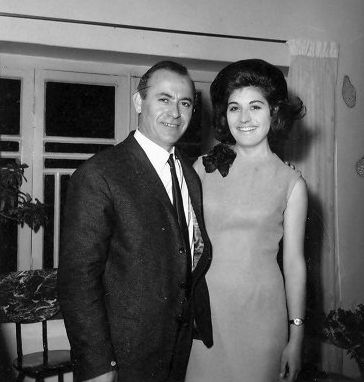

وی با نام تولد لوریک وارطان یوسفیانس در ۱۸ ژانویه ۱۹۴۴ (۲۷ دی ۱۳۲۲) زاده شد. زادگاه وی در برخی منابع تهران و در برخی دیگر تبریز ذکر شده است. پدرش آرامائیس هوسپیان با نام هنری آرمان یکی از چند بازیگر شاخص در دهه‌های ۱۳۳۰ و ۱۳۴۰ خورشیدی ایران بود. که در سال ۱۳۵۸ خورشیدی درگذشت. لوریک به دلیل حرفهٔ پدرش خیلی زود با تئاتر و سینما آشنا شد.

## فعالیت‌های هنری
اولین جرقه بازیگری برای وی از زمانی آغاز شد که حتی هنوز الفبای خواندن و نوشتن را نیاموخته بود.
من وقتی کودکستان می⁪ رفتم، اولین بار نقش کلاه قرمزی در شنل قرمزی را به زبان فرانسه بازی می⁪کردم. چقدر این کار را دوست داشتم. بعدها وقتی از روی درس ⁪ها می ⁪خواندم، معلم تشویقم می⁪کرد و می⁪ گفت، چقدر به زیر و زبرها اهمیت می⁪ دهی و خوش⁪ آهنگ می⁪ خوانی نظرش نسبت به من این بود که من در این زمینه آتیه درخشانی خواهم داشت.

### تئاتر
فعالیت تئاتری خود را از دوران مدرسه از سال ۱۹۵۹ (۱۳۳۸) در نمایشنامهٔ خداوندگان کهن با «گروه تئاتر گاسپار ایپگیان» بیروت آغاز کرد و به صورت جدی وارد عرصهٔ تئاتر شد. و پس از آن در نمایشنامهٔ طعمهٔ دریا نوشتهٔ علی نصیریان و به کارگردانی جعفر والی ایفای نقش نمود. وی از سال ۱۹۶۱ (۱۳۴۰) با گروه تئاتر تازه تأسیس آرمن در باشگاه ارامنه آرارات تهران، شروع به همکاری کرد که در آن زمان سرپرستی اش را شاهین سرکیسیان، که در آن زمان مدیر هنری گروه هنر ملی ایران بود، کارگردانی گروه آرمن را بعهده داشت و بدین ترتیب، کار هنری خود را با او و آربی آوانسیان ادامه داد. این گروه نمایشی پرکار در سه سال سیزده نمایش از نمایش‌نامه‌نویسان بزرگ را به صحنه برد. به گفته دوستانش او بهترین بازی‌هایش را در نمایشی از آرتور شنیتسلر و نمایش صید لال وار نوشته واهان میراکیان ارائه داد.

### تلویزیون

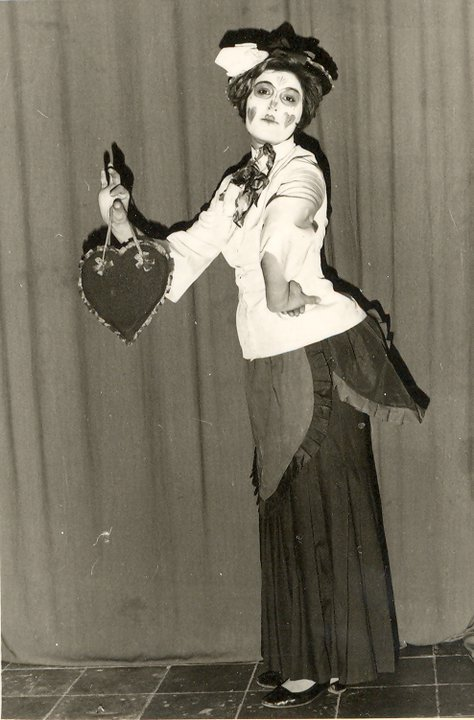
لوریک میناسیان، گروه نمایش باشگاه آرارات

«لوریک میناسیان» در تلویزیون هم فعال بود. اولین حضور میناسیان در تلویزیون بازی در مجموعه یادگار بود. او در این مجموعه در نقش مادر یک شهید ارمنی بازی داشت. لوریک در سال ۱۹۸۶ (۱۳۶۵) با دعوت «گروه شاهد» سازمان صدا و سیما در فیلم «یاد باد» که دربارهٔ نقش ارمنیان در دفاع مقدس، بود شرکت کرد. وی در تلویزیون نیز در سریال کارآگاه شمسی و دستیارش مادام ساخته مرضیه برومند در نقش «مادام» بازی به یاد ماندنی ارائه کرد. مجموعه تلویزیونی دلبر آهنی و مجموعه پرطرفدار «شمسی و مادام» از مطرح‌ترین کارهای تلویزیونی میناسیان است.
من به دعوت خانم برومند به دیدنشان رفتم. خیلی دلم می‌خواست با ایشان کار کنم کارهایشان را دیده بودم و می‌خواستم بدانم که چطور کار می‌کنند و این برایم افتخاری بود. سر همین کار با پری امیرحمزه آشنا شدم و خلاصه‌ای از فیلمنامه را برایم تعریف کردند. دلم می‌خواست یک کار طنز هم انجام داده باشم تا کارهایم از یکنواختی دربیاید. دوست داشتم جلو دوربین نقشی متفاوت بازی کنم. البته برایم تجربه خیلی سخت بود. چون آدم باید حواسش باشد که کارش به لوس گرمی کشیده نشود. مخصوصاً ما ایرانی‌ها که خیلی دیر می‌خندیم، مثل خارجی‌ها نیستیم که یک نفر می‌افتد زمین، همه غش می‌کنند!
 میناسیان برخورد مردم با مجموعه شمسی و مادام را بسیار جالب و عجیب می‌دید. 
من که متوجه محدودیت سنی برای تماشاگران نشدم، این سریال را از بچه گرفته تا جوان و پیر نگاه می‌کردند و من واقعاً احساس می‌کنم چه خوب است برنامه‌هایی ساخته شود که همه اعضای خانواده بتوانند، بنشینند و با هم نگاه کنند. من خودم موقع پخش سریال آن را ضبط می‌کردم و حتی سه، چهار مرتبه تماشا می‌کردم. گاهی به بعضی از لحظات می‌خندیدم. به یاد لحظه‌هایی می‌افتادم که از اشتباه ما خانم برومند عصبانی می‌شدند و ما عین شاگرد مدرسه‌ای‌ها خجالت می‌کشیدیم.

### سینما
در طول فعالیتش در ۲۰ فیلم سینمایی بلند و ۳ فیلم کوتاه بازی کرد که بعضی از آن‌ها مانند پرده آخر، بوی پیراهن یوسف، دختری با کفش‌های کتانی، بودن یا نبودن و بوی کافور، عطر یاس از فیلم‌های مطرح سینمای ایران هستند.
وی فعالیت سینمایی خود را در سال ۱۹۹۰ (۱۳۶۹) با فیلم پرده آخر ساخته واروژ کریم‌مسیحی آغاز کرد. در این فیلم فریماه فرجامی، ماهایا پطروسیان، نیکو خردمند، داریوش ارجمند، سعید پورصمیمی و جمشید هاشم‌پور هم بازی می‌کردند. داستان این فیلم حال و هوای پلیسی داشت و دربارهٔ خواهر و برادری بود که تنها بازماندگان خاندان رفیع ⁪الملک پس از مرگ برادرشان بودند. و… این فیلم در سال ۱۳۶۹ ساخته شد.
دهه ۱۹۹۰ (دهه ۱۳۷۰) سال ⁪های پرکاری میناسیان را رقم زد. در آغاز این دهه او در فیلم دو نفر و نصفی بازی کرد و در سال ۱۹۹۲ (۱۳۷۱) در دو فیلم مجسمه و تماس شیطانی بازی داشت. جاده عشق (۱۳۷۳)، بوی خوش زندگی (۱۳۷۳)، بوی پیراهن یوسف (۱۳۷۴)، بالاتر از خطر (۱۳۷۵)، مرد عوضی (۱۳۷۶)، دختری با کفش‌های کتانی (۱۳۷۷)، بودن یا نبودن (۱۳۷۷)، شوخی (۱۳۷۸)، بوی کافور، عطر یاس (۱۳۷۸)، تکیه بر باد (۱۳۷۹) خبر از حضور پررنگ میناسیان در سینمای دهه ۱۹۹۰ (دهه ۱۳۷۰) می⁪ دهد. در اوایل دهه ۲۰۰۰ (دهه ۱۳۸۰) نیز در فیلم جوجه اردک من به کارگردانی امیر فیضی بازی کرد و در سال ۱۳۸۲ حبیب‌الله بهمنی برای بازی در فیلم زندانی ۷۰۷ از او دعوت کرد.

## تئاتر کودکان
از سال ۱۹۷۵ (۱۳۵۴) خورشیدی کار تئاتر کودکان را در مدارس ارمنیان تهران آغاز کرد که در ادامه منجر به تأسیس «گروه تئاتر کودکان آرگ» در «انجمن فرهنگی ارامنهٔ چهارمحال» در سال ۱۹۸۹ (۱۳۶۸) خورشیدی و «تئاتر کودکان نارک» در «انجمن فرهنگی ارامنهٔ نائیری» گردید. فعالیت این گروه تا سال ۱۹۹۹ (۱۳۷۸) ادامه داشت. حاصل این دوره فعالیت ۲۵ ساله اجرای بیش از پنجاه نمایش کودکان، و تربیت چندصد تن هنرآموز خردسال تا نوجوان بود. در مواقعی اعضای این گروه‌ها برای بازی در فیلم‌های سینمایی نیز دعوت شده‌اند که به عنوان نمونه می‌توان به فیلم سینمایی «مریم و میتیل» به کارگردانی فتحعلی اویسی اشاره کرد.

## سایر فعالیت‌ها
لوریک علاوه بر هنر بازیگری، سال‌ها معلم مدرسه بود. و در دهه ۱۹۶۰ (دههٔ ۱۳۴۰) درس‌های «زبان» و «علم‌الاشیا» را تدریس می‌کرد. میناسیان در برگزاری شب‌های شعر و برنامه‌های ادبی و هنری هم فعالیت می‌کرد.

## زندگی شخصی
وی در سال ۱۹۶۹ (۱۳۴۸) با مهندس رازمیک میناسیان ازدواج کرد که حاصل این ازدواج دو فرزند به نام‌های آرمن و آرگ است. همسر لوریک با دیدن عشق و علاقهٔ وی به هنر، همواره مشوق او در کارهایش بود.

## درگذشت

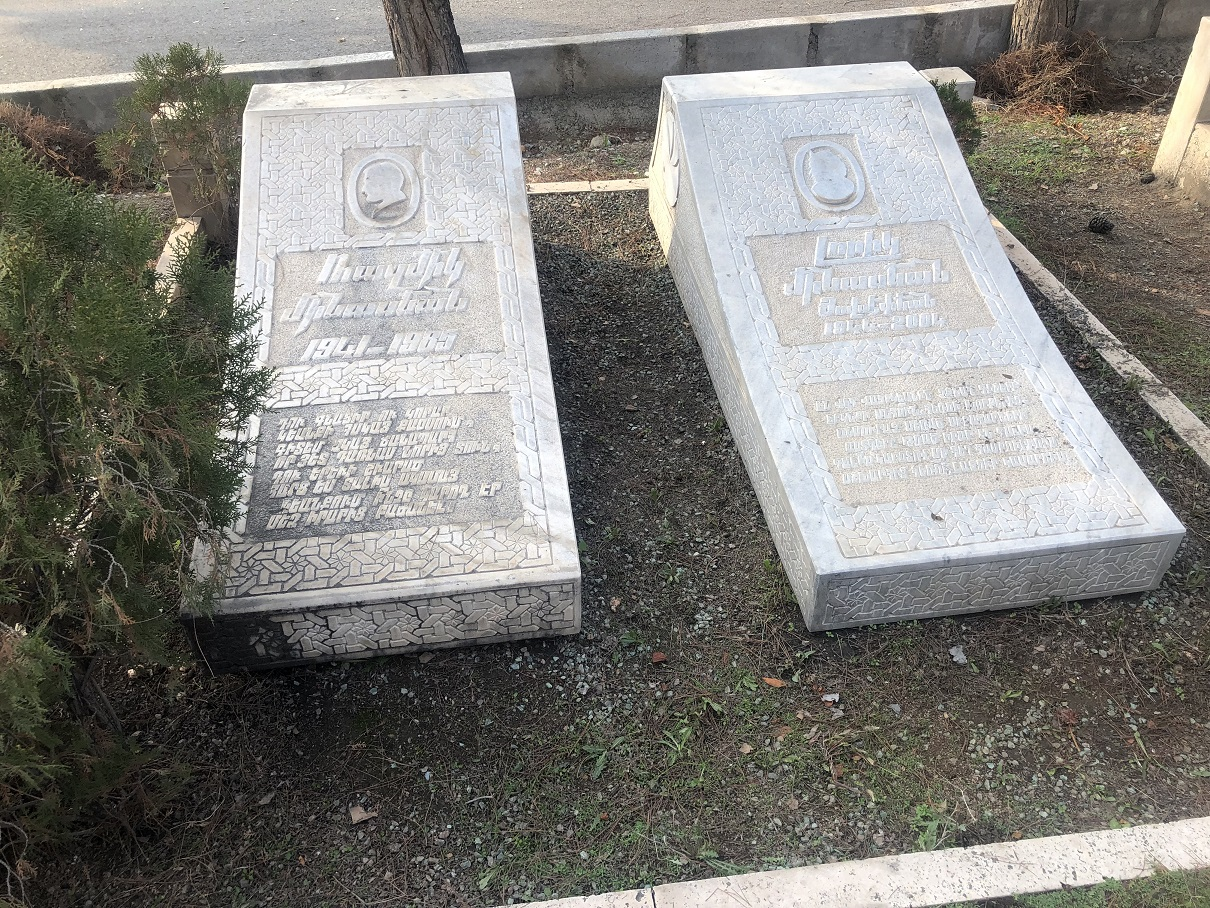
مقبره میناسیان (سمت راست) در کنار همسرش

لوریک میناسیان در ۲۱۰ ژوئن ۲۰۰۴ (۱ خرداد ۱۳۸۳)، در سن ۶۰ سالگی بر اثر عارضه قلبی در «بیمارستان دادگستری» تهران درگذشت.

### مراسم یادبود
روز ۲۶ خرداد ماه مراسم مذهبی و تشییع جنازه لوریک میناسیان بازیگر تئاتر، سینما و تلویزیون با حضور جمع کثیری از دوستداران او در کلیسای مریم مقدس تهران انجام شد. در مراسم تشییع او پس از انجام مراسم مذهبی، «میشا هایراپتیان» بنیانگذار گروه نمایش آرمن از طرف گروه آرارات این ضایعه دردآور را به جامعه هنردوستان ایران تسلیت گفت و چند دقیقه‌ای دربارهٔ شخصیت و خصوصیات و کارهای هنری او صحبت کرد. در این مراسم تعدادی از هنرمندان سینما و تلویزیون از جمله مرضیه برومند، پری امیرحمزه، سروش صحت و بهمن مفید بازیگر قدیمی سینمای ایران حضور داشتند. عزت‌الله ضرغامی رئیس صدا و سیما نیز در کلیسا حضور یافت و به بازماندگان لوریک میناسیان تسلیت گفت.

## کارنامه هنری
فهرست فعالیت‌های هنری لوریک میناسیان

### تئاتر
از دیگر فعالیت‌های تئاتری لوریک میناسیان می‌توان به آثار زیر اشاره نمود:

پوستر نمایش «ازدواج»
پوستر نمایش «غیرقابل بخشش»
پوستر نمایش «داماد خارجی»

| نام نمایش                                 | سال اجرا                  | در نقش           | نویسنده                     | کارگردان          | محل اجرا                                      |
| ----------------------------------------- | ------------------------- | ---------------- | --------------------------- | ----------------- | --------------------------------------------- |
| خداوندگان کهن                             | ۱۳۳۸                      |                  |                             |                   | با گروه تئاتر گاسپار ایپگیان بیروت            |
| طعمهٔ دریا                                 | ۱۳۳۸                      |                  | علی نصیریان                 | جعفر والی         |                                               |
| کشتی‌ای به نام پایداری                     | ۱۳۴۰                      |                  | شارل ویدراک                 | شاهین سرکیسیان    |                                               |
| آرمِنوهی                                   | ۱۳۴۰                      |                  | آلکساندر شیروانزاده         | شاهین سرکیسیان    |                                               |
| چاخو                                      | ۱۳۴۱                      |                  | رافائل بادکانیان            | شاهین سرکیسیان    |                                               |
| تلف‌شدگان                                  | ۱۳۴۱                      |                  | آنری-رنه لنورمان            | شاهین سرکیسیان    |                                               |
| شکار لالوار (صید لال‌وار)                  | ۱۳۴۱                      |                  | واهان میراکیان              | شاهین سرکیسیان    |                                               |
| بانوی سپیده‌دم                             | ۱۳۴۲                      |                  | آلخاندرو کاسونا             | شاهین سرکیسیان    |                                               |
| قوی تر                                    | ۱۳۴۲                      |                  | آوگوست استریندبری           | شاهین سرکیسیان    |                                               |
| قبل از ناشتایی                            | ۱۳۴۲                      |                  | یوجین اونیل                 | شاهین سرکیسیان    |                                               |
| برای شرف                                  | ۱۳۴۲                      |                  | آلکساندر شیروانزاده         | شاهین سرکیسیان    |                                               |
| گدایان بزرگوار                            | ۱۳۴۶                      |                  | هاکوپ بارونیان              | آربی اوانسیان     |                                               |
| در راه (به زبان ارمنی)                    | ۱۳۴۸                      |                  | لئون شانت                   | آربی اوانسیان     |                                               |
| بازرس                                     | آبان و آذر ۱۳۶۵           | آننا آندره یوانا | نیکلای گوگول                | ادیک اصلانیان     | زن شهری تالار انجمن                           |
| وارازداد                                  | آبان ۱۳۶۷                 | آسدینه           | لودویک میکائیلیان           | ادیک اصلانیان     | نمایشنامه حماسی / تالار انجمن فرهنگی چهارمحال |
| دایی وانیا                                | دی و بهمن ۱۳۶۷            | مارینا           | آنتون چخوف                  | میشا هایراپتیان   | باشگاه آرارات                                 |
| ازدواج                                    | اسفند ۱۳۶۷ و فروردین ۱۳۶۸ | فگلا ایوانوونا   | نیکلای گوگول                | ادیک اصلانیان     | تالار انجمن …                                 |
| نابخشودنی (غیرقابل بخشش) {در ۵ پرده}      | مهر و آبان ۱۳۶۸           | شاهزاده دالیتا   | گئورگ دارفی                 | ادیک اصلانیان     | تالار انجمن …                                 |
| شگفتی‌های طلاق (سورپریز طلاق)              | آذر ۱۳۶۹                  | خانم بونی وار    | آلکساندر بیسون و آندون مارس | ادیک اصلانیان     |                                               |
| قلب معماست                                |                           |                  |                             |                   |                                               |
| همسران خوشبخت                             | آذر ۱۳۶۹                  | مارتا گاداقیان   | گ. مارگود                   | ادیک اصلانیان     |                                               |
| بومرنگ                                    |                           |                  |                             |                   |                                               |
| چنین است گر چنین می‌پندارید                |                           |                  | لوئیجی پیراندلو             |                   |                                               |
| آری دنیا برگشته است (بله دنیا وارونه شده) | ۱۳۷۶                      | نوبار            | آرام آشوب بابیان            | سورن مناتساکانیان | تالار انجمن فرهنگی چهارمحال                   |
| برو بمیر تا دوستت داشته باشم              |                           |                  |                             |                   |                                               |
| داماد خارجی                               |                           |                  |                             |                   |                                               |
| گل سنگی                                   |                           |                  |                             |                   |                                               |
| آنوش                                      |                           |                  |                             |                   |                                               |

### سینمایی
| سال  | نام                   | نقش            | کارگردان         |
| ---- | --------------------- | -------------- | ---------------- |
| ۱۳۸۱ | جوجه اردک من          |                | امیر فیضی        |
| ۱۳۷۹ | زندانی ۷۰۷            |                | حبیب‌الله بهمنی   |
| ۱۳۷۸ | تکیه بر باد           |                | داریوش فرهنگ     |
| ۱۳۷۸ | عشق شیشه‌ای            |                | رضا حیدرنژاد     |
| ۱۳۷۸ | شوخی                  |                | همایون اسعدیان   |
| ۱۳۷۸ | بوی کافور، عطر یاس    |                | بهمن فرمان‌آرا    |
| ۱۳۷۸ | شب بی‌پایان            |                | حمید تمجیدی      |
| ۱۳۷۷ | مرد ۲۱۲               |                | رضا حیدرنژاد     |
| ۱۳۷۷ | آن شب که باران آمد    |                | همایون اسعدیان   |
| ۱۳۷۷ | دختری با کفش‌های کتانی | زن عابر        | رسول صدرعاملی    |
| ۱۳۷۷ | بودن یا نبودن         | مادر آنیک      | کیانوش عیاری     |
| ۱۳۷۶ | مردعوضی               | شورا           | محمدرضا هنرمند   |
| ۱۳۷۵ | بالاتر از خطر         |                | سعید عالم‌زاده    |
| ۱۳۷۴ | بوی پیراهن یوسف       |                | ابراهیم حاتمی‌کیا |
| ۱۳۷۳ | بوی خوش زندگی         |                | ابوالحسن داوودی  |
| ۱۳۷۲ | جاده عشق              |                | رجب محمدین       |
| ۱۳۷۱ | تماس شیطانی           |                | حسن قلی‌زاده      |
| ۱۳۷۱ | مجسمه                 | مادام ایوازیان | ابراهیم وحیدزاده |
| ۱۳۷۰ | دو نفر و نصفی         |                | یدالله صمدی      |
| ۱۳۶۹ | پرده آخر              | همسر دکتر      | واروژ کریم‌مسیحی  |

### فیلم‌های کوتاه (سینمای جوان)
| سال  | نام          | سمت | کارگردان         |
| ---- | ------------ | --- | ---------------- |
| ۱۳۸۱ | بچه مگس      |     | مصطفی آل‌احمد     |
| ۱۳۷۹ | آیه‌های زمینی |     | داریوش یاری      |
| ۱۳۷۷ | حسرت         |     | عذرا اینچه‌درگاهی |

### تلویزیونی
لوریک میناسیان در تلویزیون هم فعال بود.
| سال       | عنوان                              | نقش                   | کارگردان                  | توضیحات                                        |
| --------- | ---------------------------------- | --------------------- | ------------------------- | ---------------------------------------------- |
| ۱۳۸۱      | مدرک اصلی                          |                       | مهدی صباغ‌زاده             | شبکه ۱                                         |
| ۱۳۸۱      | نسیم رؤیا                          |                       | کاظم بلوچی محسن عظیمی‌نیا  | رمضان ۱۳۸۱ از شبکه ۱ پخش شد.                   |
| ۱۳۸۱      | قصه‌های شبانه                       |                       | سعید آقاخانی              |                                                |
| ۱۳۸۱      | بررسی یک پرونده اپیزود: بردگان طمع |                       | علاءالدین رحیمی           | برنامه سیمای خانواده شبکه ۱                    |
| ۱۳۸۱      | راز سکوت                           |                       | حسین حکمت‌جو               | شبکه ۲                                         |
| ۱۳۸۰      | بازیگر                             |                       | رضا صفدری                 |                                                |
| ۱۳۸۰      | صلیب نقره‌ای                        |                       | سلطانیان                  |                                                |
| ۱۳۸۰      | کارآگاه شمسی و دستیارش مادام       | مادام                 | مرضیه برومند              | شبکه تهران                                     |
| ۱۳۸۰      | دیوار شیشه‌ای                       |                       | مهدی صباغ‌زاده             | شبکه ۲                                         |
| ۱۳۷۹–۱۳۸۰ | پلیس جوان                          | مهمان                 | سیروس مقدم                | شبکه ۳                                         |
| ۱۳۷۹–۱۳۸۰ | پدر خاک                            |                       | نادر کجوری                |                                                |
| ۱۳۷۹      | ماجراهای خانواده تمدن ۲            |                       | غلامعباس قنبری سپهر محمدی | از برنامه «سینمای خانواده» شبکه ۱ پخش می‌شد.    |
| ۱۳۷۹      | کاکتوس (سری دوم)                   |                       | محمدرضا هنرمند            |                                                |
| ۱۳۷۹      | همسفر                              | مهمان                 | قاسم جعفری                |                                                |
| ۱۳۷۸      | کاشانه                             |                       | قاسم جعفری                | شبکه ۳                                         |
| ۱۳۷۸      | دلبر آهنی                          |                       | مهدی صباغ‌زاده             | در نوروز ۱۳۷۹ از شبکه تهران پخش شد.            |
| ۱۳۷۸      | تلفن مشترک                         |                       | خسرو ملکان                | در نوروز ۱۳۷۹ از شبکه ۱ پخش شد.                |
| ۱۳۷۸      | فردا آفتابی است                    |                       | مسعود رشیدی               | شبکه ۲                                         |
| ۱۳۷۸      | شب روباه                           |                       | همایون اسعدیان            | این مجموعه تلویزیونی، یک نسخه سینمایی هم دارد. |
| ۱۳۷۷–۱۳۷۸ | محاکمه                             | مهمان                 | حسن هدایت                 | شبکه ۱                                         |
| ۱۳۷۶      | شن‌های کف رودخانه                   | مهمان                 | یوسف سیدمهدوی             | شبکه ۳                                         |
| ۱۳۷۵      | بازی با مرگ                        |                       | حمید تمجیدی               |                                                |
| ۱۳۷۴–۱۳۷۵ | فروشگاه                            |                       | احمد بهبهانی              | شبکه ۳                                         |
| ۱۳۷۳      | هدف گم‌شده                          |                       | یوسف سیدمهدوی             | شبکه ۱                                         |
| ۱۳۷۰      | نقش خیال                           | مادر یسایی شاهیجانیان | زاون قوکاسیان             | شبکه ۲ (تله فیلم)                              |
| ۱۳۶۵      | یاد باد                            |                       | رایموند هواکیمیان         | تله فیلم                                       |

## جوایز
وی برای بازی در فیلم بودن یا نبودن ساخته کیانوش عیاری نامزد دریافت سیمرغ بلورین بهترین بازیگر نقش دوم زن جشنواره فیلم فجر شد. لوریک میناسیان در سال ۱۳۷۷ در بخش مسابقه فیلم ⁪های بلند دور دوم جشن خانه سینما به خاطر بازی در فیلم بودن یا نبودن کاندید نقش دوم زن شد.

## یادداشت
1. ↑  Charls Vikdrac
2. ↑  اقتباس برای صحنه: آربی اوانسیان
3. ↑  Henri-Rene Lenormand
4. ↑  اقتباس برای صحنه: آربی اوانسیان
5. ↑  Վահան Միրաքյան
6. ↑  مترجم: آربی اوانسیان
7. ↑  مترجم: آربی اوانسیان
8. ↑  Լյուդվիգ Միքայելյան
9. ↑  ینیاتوریست معاصر ایرانی-ارمنی در جلفای اصفهان